# Bazoșu Nou, Timiș
Bazoșu Nou  (maghiară Határpuszta sau Újbázos), cunoscut și sub numele de "Colonia Hotar", este un sat în comuna Bucovăț din județul Timiș, Banat, România.

## Așezare
Localitatea este situată la 20 km sud-est de Timișoara. 

## Istoric
Satul a luat ființă în anul 1926 prin colonizarea cu 46 de familii de ardeleni din jurul Sibiului, mai precis din satul Tălmăcel, comuna Tălmaciu. Moșia pe care s-au așezat aparținuse lui Ludovic Ambrozy. A luat numele de la satul Bazoș, pe hotarul căruia s-a înființat. Este un sat de câmpie, situat la marginea unei păduri.

## Parcul dendrologic
Un punct de atracție este Parcul Dendrologic Bazoș, care deține o multitudine de specii de arbori aduși de pe aproape toate continentele. Parcul a luat ființă în jurul anului 1903 și a aparținut familiei Ambrozy care a vândut acest parc Stațiunii de Cercetări Silvice locale în 1935. 